# 扎夫霍羅德涅 (伊久姆區)
49°12′2″N 36°54′42″E / 49.20056°N 36.91167°E
扎夫霍羅德涅（羅馬化：Zavhorodnie）是位於烏克蘭東部哈爾科夫州伊久姆區巴拉克利亚市镇的村莊。該村始建於1675年，面積1.85平方公里，海拔高度69米，2001年人口652。